# Långtjärnarna (Storsjö socken, Härjedalen, 698106-137272)
Långtjärnarna är en sjö i Bergs kommun i Härjedalen och ingår i Ljungans huvudavrinningsområde.